# Meander (ornament)
Meander – element dekoracyjny stosowany w architekturze, rzeźbie, malarstwie. Geometryczny ornament w formie poziomego pasa, złożony z powtarzających się układów linii załamanych wielokrotnie pod kątem prostym. Nazwa pochodzi od rzeki Meander płynącej w Azji Mniejszej o krętym biegu.
Znany w starożytnej Grecji i Rzymie. Pojawił się w greckiej ceramice, głównie w malarstwie wazowym w VIII wieku p.n.e. (wazy dipylońskie), później w dekoracji architektonicznej i jako obramienie mozaik.
Powrócił w okresie renesansu i klasycyzmu w stylach nawiązujących do sztuki antycznej, popularny zwłaszcza w drugiej połowie XVIII i początku XIX wieku. Stosowany głównie jako element dekoracyjny wnętrza w postaci fryzu, w układanych z różnobarwnych płyt posadzkach, także w dekoracji tkanin.
Meander zwano czasem manowczykiem lub cygańską drogą.

## Przykłady
| ╔════╗ ╔════╗╔═══╗╔═══╗╔══╗╔══╗╔══╗╔══╗╔════╗╔══╗╔══╗╔══╗╔══╗╔═══╗╔═══╗╔════╗ ╔════╗ ║ ╚══╗ ║ ╚══╗ ║╚══╗║╚══╗║╚═╗║╚═╗║╚═╗║╚═╗║╚═╗╔═╝║╔═╝║╔═╝║╔═╝║╔═╝║╔══╝║╔══╝║ ╔══╝ ║ ╔══╝ ║ ╚════╝ ╚════╝ ╚═══╝╚═══╝╚══╝╚══╝╚══╝╚══╝╚══╝╚══╝╚══╝╚══╝╚══╝╚══╝╚═══╝╚═══╝ ╚════╝ ╚════╝ |
| ╔═╗ ╔═╗ ╔═╗ ╔═╗╔═╗╔═╗╔═╗╔╗╔╗╔╗╔╗╔╗╔╗╔╗╔╗╔╗╔╗╔╗╔╗╔╗╔╗╔╗╔╗╔═╗╔═╗╔═╗╔═╗ ╔═╗ ╔═╗ ╔═╗ ╔═╗ ╚═╝ ╚═╝ ╚═╝ ╚═╝ ╚╝ ╚╝ ╚╝ ╚╝╚╝╚╝╚╝╚╝╚╝╚╝╚╝╚╝╚╝╚╝╚╝╚╝╚╝╚╝╚╝╚╝ ╚╝ ╚╝ ╚╝ ╚═╝ ╚═╝ ╚═╝ ╚═╝ ╚═╝ |
| ═╗ ╔════╗ ╔═══╗ ╔═══╗ ╔══╗╔══╗╔══╗╔══╗╔══╗╔══╗╔══╗╔══╗╔══╗╔══╗╔══╗ ╔═══╗ ╔═══╗ ╔════╗ ╔═ ╔═╝ ╚═╗ ╔╝ ╚╗ ╔╝ ╚╗ ╔╝ ╚╗╔╝╚╗╔╝╚╗╔╝╚╗╔╝╚╗╔╝╚╗╔╝╚╗╔╝╚╗╔╝╚╗╔╝╚╗╔╝╚╗╔╝ ╚╗ ╔╝ ╚╗ ╔╝ ╚╗ ╔═╝ ╚═╗ ╚═════╝ ╚═══╝ ╚═══╝ ╚═══╝╚══╝╚══╝╚══╝╚══╝╚══╝╚══╝╚══╝╚══╝╚══╝╚══╝╚═══╝ ╚═══╝ ╚═══╝ ╚═════╝ |
| ╔═══════════╗╔════════╗╔══════╗╔══════╗╔═════════╗╔══════╗╔══════╗╔════════╗╔═══════════╗ ║ ╔══╗ ╔══╗ ║║ ╔══╗╔═╗║║╔═╗╔═╗║║╔═╗╔═╗║║╔═╗╔═╗╔═╗║║╔═╗╔═╗║║╔═╗╔═╗║║╔═╗╔══╗ ║║ ╔══╗ ╔══╗ ║ ╚═╬═╗║ ║ ║ ║╚═╬═╗║║ ║║╚╬╗║║ ║║╚╬╗║║ ║║╚╬╗║║ ║║╔╬╝║║ ║║╔╬╝║║ ║║╔╬╝║║ ║║╔═╬═╝║ ║ ║ ║╔═╬═╝ ══╝ ║║ ╚══╝ ╚══╝ ║║╚═╝╚═╝║║╚═╝╚═╝║║╚═╝╚═╝║║╚═╝║║╚═╝╚═╝║║╚═╝╚═╝║║╚═╝╚═╝║║ ╚══╝ ╚══╝ ║║ ╚══ ════╝╚═══════════╝╚══════╝╚══════╝╚══════╝╚═══╝╚══════╝╚══════╝╚══════╝╚═══════════╝╚════ |
| ═╗ ╔═══════╗╔════╗╔════╗╔═══╗╔═══╗╔═══╗╔══════╗╔═══╗╔═══╗╔═══╗╔════╗╔════╗╔═══════╗ ╔═ ║ ║ ╔═══╗ ║║╔══╗║║ ╔═╗║║╔═╗║║╔═╗║║╔═╗║║╔═╗╔═╗║║╔═╗║║╔═╗║║╔═╗║║╔═╗ ║║╔══╗║║ ╔═══╗ ║ ║ ║ ║ ╚═╗ ║ ║║╚╗ ║║║ ╚╗║║║╚╗║║║╚╗║║║╚╗║║║╚╗║║╔╝║║║╔╝║║║╔╝║║║╔╝║║║╔╝ ║║║ ╔╝║║ ║ ╔═╝ ║ ║ ║ ╚═══╝ ║ ║╚═╝ ║║╚══╝║║╚═╝║║╚═╝║║╚═╝║║╚═╝║║╚═╝║║╚═╝║║╚═╝║║╚═╝║║╚══╝║║ ╚═╝║ ║ ╚═══╝ ║ ╚═══════╝ ╚════╝╚════╝╚═══╝╚═══╝╚═══╝╚═══╝╚═══╝╚═══╝╚═══╝╚═══╝╚════╝╚════╝ ╚═══════╝                      |
| ╔╗ ╔╗ ╔╗ ╔╗ ╔╗ ╔╗ ╔╗ ╔╗ ╔╗ ╔╗ ╔╗ ╔╗ ╔╝╚╗ ╔╝╚╗╚╝╔╝╚╗╚╝╔╝╚╗╚╝╔╝╚╗╚╝╔╝╚╗ ╔╝╚╗ ╔╝╚╗ ╚╗╔╝ ╚╗╔╝ ╚╗╔╝ ╚╗╔╝╔╗╚╗╔╝╔╗╚╗╔╝╔╗╚╗╔╝ ╚╗╔╝ ╚╝ ╚╝ ╚╝ ╚╝ ╚╝ ╚╝ ╚╝ ╚╝ ╚╝ ╚╝ ╚╝ |